# Георги Занков
 Тази статия е за революционера от ВМРО.  За офицера Георги Занков вижте Георги Занков (офицер).  
Георги Христов Занко̀в с псевдоними Д. Огнянов, Деян, Живко, Живко Асенов, Първан, Щедрин е български революционер и журналист, деец на Вътрешната македонска-революционна организация и на Вътрешната македонска революционна организация (обединена).

## Биография

### Революционна дейност
Занков е роден в 1886 година в Самоков в семейството на Христо Занков. Брат му Александър Занков е известен скулптор. През 1903 при избухване на Илинденско-Преображенското въстание се включва в дейността на ВМОРО, като първоначално е четник в Серския революционен окръг, а от 1907 година е начело на самостоятелна чета. Делегат е на Серския окръжен конгрес на ВМОРО през юли - август 1906 година.
След Младотурската революция се легализира, но след като младотурското правителство поема курс към ликвидиране на националните организации и налагане на османизма, през 1909 година Занков заедно с Дине Дробенов и Стефан Чавдаров се опитва да възстанови революционната организация в Серския окръг. Четата им обаче е разбита между селата Търлис, Карликьой и Кърчово от 20 жандарми и милиционери българи санданисти, под водачеството на мюдюрина на Горно Броди Владимир Икономов, Таската Серски и Чудомир Кантарджиев. Чавдаров заедно с трима четници бяга в Драмско, Занков се спасява към Горноджумайско, където отново е разбит и ранен, а Дробенов заедно с четирима четници е арестуван и обесен. През 1910 година участва в създаването на Българската народна македоно-одринска революционна организация.
През Балканската война е начело на партизанска чета (взвод) №10 на Македоно-одринското опълчение. По-късно оглавява Серския отряд и служи в Единадесета сярска дружина и участва в освобождаването на Разложко, Банско, Неврокопско, Драма и Сярско. Награден е с орден „За храброст“ IV степен и орден „Свети Александър“ VI степен. Назначен е за комендант на Сяр. Там Занков приема посещенията на българските князе. След това заминава с четата си за Булаир, където влиза отново в Македоно-одринското опълчение. През Междусъюзническата война се отличава в сраженията на Султан тепе, Китката, Ковачевица, Главовица, Чуриляк (Конашко и Кратовско), като е в непрекъснат контакт с българската армия. За проявена храброст е произведен в първи офицерски чин. Очевидци разказват, че Занков е вървял пръв пред ротата си и с личния си пример на самоотверженост е повдигал духа на борците.
| Чета № 10 на МОО с командир Георги Занков | Чета № 10 на МОО с командир Георги Занков | Чета № 10 на МОО с командир Георги Занков | Чета № 10 на МОО с командир Георги Занков | Чета № 10 на МОО с командир Георги Занков | Чета № 10 на МОО с командир Георги Занков |
| Номер                                     | Име                                       | Години                                    | Околия                                    | Селище                                    | Бележки                                   |
| ----------------------------------------- | ----------------------------------------- | ----------------------------------------- | ----------------------------------------- | ----------------------------------------- | ----------------------------------------- |
|                                           | Атанас Андреев                            | 41                                        | Валовищко                                 | Елешница                                  |                                           |
|                                           | Атанас Бакларов                           |                                           | Пловдивско                                | Пловдив                                   | сребърен медал                            |
|                                           | Атанас Карамихайлов                       |                                           | Софийско                                  | София                                     | орден „За храброст“ ІV степен             |
|                                           | Владимир Куртелов                         | 24                                        | Охридско                                  | Охрид                                     | орден „За храброст“ ІV степен             |
|                                           | Георги Ангелов                            | 30                                        | Зъхна                                     | Просечен                                  |                                           |
|                                           | Георги Андреев                            |                                           | Софийско                                  | София                                     | бронзов медал                             |
|                                           | Георги Апостолов                          | 30                                        | Валовищко                                 | Герман                                    |                                           |
|                                           | Георги Арнаудов                           |                                           | Неврокопско                               | Търлис                                    |                                           |
|                                           | Георги Радев                              |                                           | Сярско                                    | Горно Броди                               | орден „За храброст“ ІV степен             |
|                                           | Димитър Чавдаров                          |                                           | Самоковско                                | Самоков                                   | орден „За храброст“ ІV степен             |
|                                           | Иван Ст. Бацанов                          |                                           | Сярско                                    | Горно Броди                               |                                           |
|                                           | Илия Ангелов                              | 38                                        | Неврокопско                               | Търлис                                    | орден „За храброст“ ІV степен             |
|                                           | Йордан Адамов                             |                                           | Сярско                                    | Сяр                                       |                                           |
|                                           | Никола Алексов                            | 22                                        | Разложко                                  | Долно Драглища                            | орден „За храброст“ ІV степен             |
|                                           | Никола Апостолов                          |                                           | Сярско                                    | Чучулигово                                |                                           |
|                                           | Спас Ашлинов                              |                                           | Валовищко                                 | Голешово                                  |                                           |
|                                           | Стоян Ангелов                             |                                           | Валовищко                                 | Долна Джумая                              |                                           |

### Обществена и политическа дейност
В 1914 година Занков е избран от Струмишкия окръг за народен представител в XVII народно събрание от Либералната партия (радослависти). Участва и в Първата световна война.
След края на войната става общински съветник (1920 – 1922) и помощник кмет (1921) на София. Същевременно участва в дейността на македонската емиграция в България. На 4 декември 1921 година е председател на дружествата „Илинден“, а след основаването на „Илинденската организация“ в 1923 година става неин председател. Пише във вестниците „Илинден“ (1921 – 1926) и „Пирин“ (1923 – 1924). През 1923 г. Арсений Йовков и Георги Занков правят документален филм за Македония „Македония в снимки“, а също заснемат и пренасянето на тленните останки на Гоце Делчев в дома на Илинденската организация в София.
Участва в подготовката на несполучливия атентат срещу Александър Стамболийски в Народния театър.
В 1924 е обвинен от Иван Михайлов, че е поддържал контакт с хората, които са участвали в убийството на Тодор Александров. Занков успява да се спаси по време на Горноджумайските събития като емигрира във Виена, където попада в средите на комунистическите функционери и през октомври следващата година участва основаването на прокомунистическата ВМРО (обединена), като е избран за член на Централния ѝ комитет. През май 1926 година ЦК на ВМРО (обединена), след провала на Лазар Поповски и Христо Цветков, изпраща Занков в Албания, за да създаде база на обединистите и да устрои канал за разпространение на пропагандни материали във Вардарска и Егейска Македония. Занков е привърженик на старата четническа тактика и разкрива план за пленяването на Петър Шанданов и на члена на ЦК на ВМРО Георги Попхристов, за да могат да бъдат съдени от революционен съд. Този план на Занков вероятно е отхвърлен. Връща се през август 1926 година и се отчита, че в Албания има условия за дейност, и че е организирал канал за пропагандни материали през Корча – Билища – Връбник за Костурско и Леринско. ЦК на ВМРО (обединена) се отказва от дейност в Албания поради липса на пари и сложната обстановка след преврата на Ахмед Зогу.
В 1927 година Занков е изключен от ВМРО (обединена), тъй като не споделя комунистическия ѝ уклон и работи с другите отцепници националреволюционери около Михаил Герджиков. През ноември 1929 година Герджиков и Занков правят неуспешен опит да създадат нова организация в Цариград. Пише в списание „Федерасион Балканик“ (1924 – 1932) и в „Македонско дело“ (1925 – 1933).
В 1930 година е арестуван във Виена от австрийските власти. В 1931 година Занков се връща в България. В 1936 година е свидетел на Процеса срещу ВМРО (обединена).
Женен е два пъти – за Маргарита Лука Босилкова, която умира и за Хели Котошек, с която се запознава по времето на емиграция във Виена. Няма деца.
Умира през 1949 година в София.